# Tita Chiper
Tita Chiper (numele real Ecaterina Chiper Ivasiuc; n. 19 iulie 1934, Galați – d. 29 august 2002, București) a fost o jurnalistă română, scenaristă de filme de animație, autoare de proză pentru copii. După alte surse, Tita Chiper-Ivasiuc s-a născut la 30 iulie 1934.

## Biografie
A fost soția scriitorului Alexandru Ivasiuc, cu care s-a căsătorit în anul 1963 la București.
Și-a început activitatea jurnalistică în anii 1950, ca reporter la ziarul care apărea pe șantierul hidrocentralei de la Bicaz.
A lucrat apoi la Contemporanul și la Gazeta literară, a colaborat la România literară și la Revista Cinema cu interviuri, reportaje, cronici și eseuri.
A scris scenarii pentru filme de animație și literatură pentru copii.
Împreună cu soțul său a fost în SUA pentru o perioadă de șase luni, beneficiind de o bursă din cadrul International Writing Program și a făcut un stagiu la Iowa University, într-un program organizat de PEN Club.
Tita Chiper, alături de Andrei Pleșu, Radu Cosașu și Zigu Ornea, a fost co-fondator în anul 1993 al revistei săptămânale de cultură Dilema, care din 2004 apare sub noua denumire Dilema veche. A lucrat la Dilema de la primul număr (ianuarie 1993), realizând câteva sute de interviuri cu oameni foarte diferiți, de la președinți și academicieni la florărese și șoferi de taxi. În ultimii ani de viață a colaborat permanent, tot cu interviuri, la revista Avantaje.
Tita Chiper-Ivasiuc a îngrijit apariția romanului lui Alexandru Ivasiuc, Interval: Corn de vânătoare, publicat în 1997 la Editura 100+1 Gramar, cu o introducere de Alex Ștefănescu.

## Scrieri
- Șase pași în șase zile (Povești și povestiri cu ilustrațiii de Ecaterina Draganovici), Editura Tineretului, 1965
- Într-o lumină orbitoare (cuprinde o selecție de interviuri publicate în săptămânalul Dilema și în revista Avantaje), prefață de Andrei Pleșu, Editura Curtea Veche, 2004